# Stadsdeelgemeente
Een stadsdeelgemeente (Russisch: Внутригородская территория; Vnoetrigorodskaja territoria) is een gemeentelijke vorm binnen de federale steden van Rusland, te weten Moskou en Sint-Petersburg. Tot 2006 kwam deze gemeentevorm ook voor in andere steden in Rusland, maar sinds de invoering van een bestuurlijke hervormingswet (uit 2003) in 2006, bestaan deze alleen nog in de federale steden.
In Moskou bevonden zich in 2006 125 stadsdeelgemeentes en in Sint-Petersburg 111.